# Ahmad Syafi'i Maarif
 (décembre 2017).
Ahmad Syafi'i Maarif (en arabe : احمد شافعي معارف), né le 31 mai 1935 à Sumpur Kudus (Indes orientales néerlandaises) et mort le 27 mai 2022 à Yogyakarta (Indonésie), est un intellectuel indonésien, président du Comité exécutif central de la Muhammadiyah de 1998 à 2005.

## Biographie
Né à Sumpur Kudus, un petit village pauvre du Sumatra occidental, Ahmad Syafi'i Maarif part à Yogyakarta, dans le centre de l'île de Java, étudier à la Madrasah Mu'allimin, une école tenue par la Muhammadiyah.
En 1955 se tiennent les premières élections démocratiques de la jeune république d'Indonésie, qui a proclamé son indépendance en 1945. Comme beaucoup de membres de la Muhammadiyah et de nombreux intellectuels musulmans, Ahmad Syafi'i Maarif était alors un admirateur du parti musulman Masyumi et de son charismatique dirigeant Mohammad Natsir. À l'époque, il militait pour la création d'un État islamique en Indonésie, mais par une voie pacifique et démocratique.
En 1959, le président Soekarno introduit la politique dite de « démocratie dirigée ». L'année suivante, il fait interdire le Masyumi. C'est la fin de la première expérience démocratique indonésienne. Ceci ne fait que renforcer Ahmad Syafi'i Maarif dans sa conviction qu'un État islamique est la solution pour résoudre les problèmes de l'humanité.
À la fin des années 1970, Ahmad Syafi'i Maarif est envoyé aux États-Unis pour étudier l'islam et la politique à l'université de Chicago. Il y fait la connaissance du penseur réformiste d'origine pakistanaise Fazlur Rahman, qui y enseigne. À travers ses discussions avec lui, Syafi'i finit par renoncer au « chemin du fondamentalisme qui était empli d'esprit enflammé mais vide de pensées profondes et contemplatives », selon ses propres mots.
Il renonce également à l'idée d'un État islamique, déclarant que cette expression n'existe pas dans le Coran mais « a été créé au vingtième siècle ». À son retour en Indonésie, les nombreux héritiers du Masyumi l'accusent d'avoir trahi les idées de Natsir et d'être un agent des États-Unis chargé d'affaiblir l'islam de l'intérieur. Cette accusation lui est encore lancée de nos jours. Mais Ahmad Syafi'i Maarif continue de se battre pour la coexistence et la justice sociale, à ses yeux bien plus importantes que l'idée d'un État islamique.
Ahmad Syafi'i Maarif se sent proche de deux autres disciples indonésiens de Rahman : Nurcholish Madjid (en) (mort en 2005) et Amien Rais qui s'est lancé en politique sous la dictature en fondant le Parti du mandat national (PAN).
Pour un certain nombre d'Indonésiens, Ahmad Syafi'i Maarif est un espoir pour le pluralisme religieux et la démocratie du pays. Il s'oppose notamment aux avis juridiques (fatawa) des savants musulmans (ouléma) qui vont à l'encontre de la liberté de religion et entend combattre l'exploitation de symboles religieux à des fins qui ne le sont pas. Par ailleurs, Ahmad Syafi'i Maarif est convaincu que la pauvreté est la mère du radicalisme. Pour lui, son éradication est cruciale pour combattre le terrorisme.
Il reçoit le Prix Ramon Magsaysay en 2008 pour son action en faveur de la tolérance et du pluralisme.
En novembre 2016, il défend le gouverneur de Jakarta Basuki Tjahaja Purnama des accusations de blasphème portées à son encontre, contredisant ainsi l'avis du Conseil indonésien des Oulémas (en) (MUI).
Le 14 mai 2022, il est admis à l'hôpital de Yogyakarta en raison d'un essoufflement lié à une insuffisance cardiaque. Le 27 mai 2022, il décède sur son lit d'hôpital.

## Source
- (en) Ary Hermawan, « Ahmad Syafi'i Maarif : The odyssey of an Indonesian Muslim pluralist », The Jakarta Post, 18 septembre 2008.